# Martin Hroch
Martin Hroch (* 4. ledna 1985 Zábřeh) je český cembalista, pianista a pedagog.

## Život
Vystudoval Konzervatoř P. J. Vejvanovského v Kroměříži v klavírní třídě Vandy Jandové a cembalové třídě Ivony Křivánkové. Ve studiích pokračoval na Hudební fakultě Janáčkovy akademie múzických umění (JAMU) v Brně, kde v roce 2012 absolvoval v bakalářských oborech klavír ve třídě Aleny Vlasákové a Jana Jiraského a cembalo u Barbary Maria Willi (tituly BcA.). V roce 2014 dokončil navazující magisterské studium hry na cembalo (titul MgA.).
Své vzdělání si rozšířil v rámci řady mistrovských interpretačních kurzů a seminářů pod vedením významných umělců a pedagogů: A. Vlasákové (ČR), S. Speidel (Německo), B. Glemsera (Německo), A. Delage (Francie), J. B. Christensena (Švýcarsko), M. Spanyi (Maďarsko), E. M. Pollerus (Rakousko), M. Burgue (Francie), G. Morini (Itálie), B. van Oort (Nizozemí). Zabývá se dobovou a tzv. historicky poučenou interpretací barokní hudby na oba nástroje.
V letech 2007, 2009, 2011 získal opakovaně stipendium Společnosti J. Brahmse v Baden-Badenu a byl tak pozván k prestižnímu studiu hudby v Brahmshausu. Zde se rovněž podílel na natáčení dokumentu o J. Brahmsovi pro japonskou televizi. Pro francouzský film ztvárnil roli cembalisty ve snímku „Muž, který se směje" a zahrál si tak po boku hereckých velikánů jako je Gérard Depardieu nebo E. Seigner. Stal se laureátem mezinárodní soutěže „International Forum - Musical Performance and Pedagogics".
Pravidelně vystupuje jako sólista i komorní hráč s orchestry jako: Filharmonie Brno, Moravská filharmonie Olomouc, Streicher Akademie Bozen, Filharmonie B. Martinů Zlín, Filharmonie G. Mahlera Jihlava, Janáčkův akademický orchestr, Collegium Musicum, Brno Baroque, Brno Contemporery Orchestra, Musica Florea Muisca Minore, Barocco sempre giovanne. Zabývá se sólovou i komorní koncertní činností. Nahrává pro rozhlas i televizi. Je členem londýnské The British Hapsichord Society.
Mimo četné umělecké aktivity působí i jako pedagog a je vyhledávaným komorním hráčem a korepetitorem řady umělců. Byl členem badatelského týmu mezinárodního projektu EUR-TEXT a dramaturgem vlastní koncertní řady „Bravo…“. V oblasti provozovací praxe staré hudby umělecky spolupracuje s Akademií staré hudby na Masarykově univerzitě v Brně a pedagogicky působí na Hudební fakultě JAMU, kde je rovněž vedoucím Katedry varhanní a historické interpretace. Současně zastává post ředitele brněnského Gymnázia P. Křížkovského s uměleckou profilací. V roce 2010 se stal zakladatelem a ředitelem Mezinárodních interpretačních kurzů Zábřeh, “Hudba ve městě J. E. Welzla”, kde po šest let vedl cembalovou třídu. Absolvoval postgraduální studium na Universität für Musik und Darstellende Kunst ve Vídni v mistrovské třídě Gordona Charlese Murray a v roce 2019 získal doktorský titul na Hudební fakultě JAMU. V roce 2022 byl zvolen předsedou Akademického senátu Janáčkovy akademie múzických umění v Brně.